# Бель-Агач
Бель-Ага́ч (каз. Белағаш) — село у складі Бородуліхинського району Абайської області Казахстану. Адміністративний центр Бель-Агацького сільського округу.
Населення — 938 осіб (2021; 1033 у 2009, 1249 у 1999, 1551 у 1989).
Станом на 1989 рік село мало статус селища міського типу і називалось Бельагаш.